# Veliki Šiljegovac
Veliki Šiljegovac (cyr. Велики Шиљеговац) – wieś w Serbii, w okręgu rasińskim, w mieście Kruševac. W 2011 roku liczyła 2382 mieszkańców.